# Enrico Del Torso
Enrico Del Torso (Trieste, 7 marzo 1876 – Udine, 26 ottobre 1955) è stato un fotografo e studioso di araldica italiano.

## Biografia
Figlio di Antonio e Angela Romano, di nobili famiglie udinesi, dopo gli studi presso il Liceo Stellini di Udine, si laurea nel 1901 in giurisprudenza presso l'Università di Bologna. Si dedica, ancora giovanissimo, allo studio della storia locale e dell'araldica. Le sue instancabili ricerche sono all'interno di Archivi pubblici e privati. Pubblica in occasione di matrimoni, contribuendo alla preziosa ricerca storica, di grande interesse locale.
Nel 1903 sposa con la Contessa Cecilia Beretta, dalla cui unione nasceranno Germanico, nel 1904 e Antonino, nel 1907.
Acquista a Santa Maria la Longa, dalla famiglia Starssoldo Soffumbergo, l'antica Villa settecentesca che fu degli Agricola. Nella casa di campagna attua delle modifiche secondo il suo gusto e le sue necessità; aggiunge una camera oscura, una biblioteca.
Nel 1925, Vittorio Emanuele III lo investe del titolo di conte e di Cavaliere della Corona d'Italia.

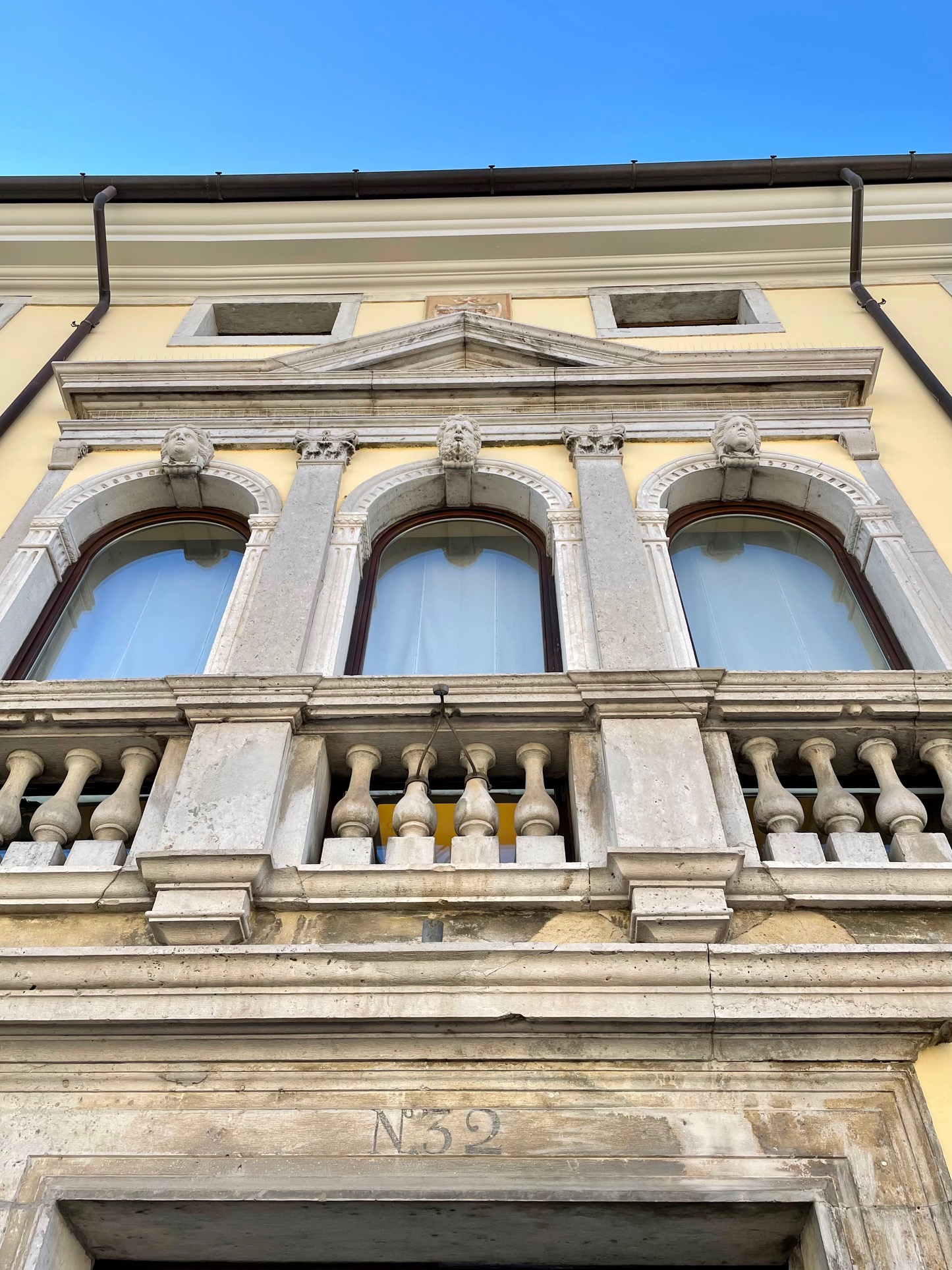
Palazzo "Sabbadini - del Torso", Udine.

Amico del deputato e poi senatore fascista Pier Silverio Leicht, fu tra i fondatori della Deputazione di storia patria per il Friuli e della Società filologica Friulana.

## Gli studi araldici

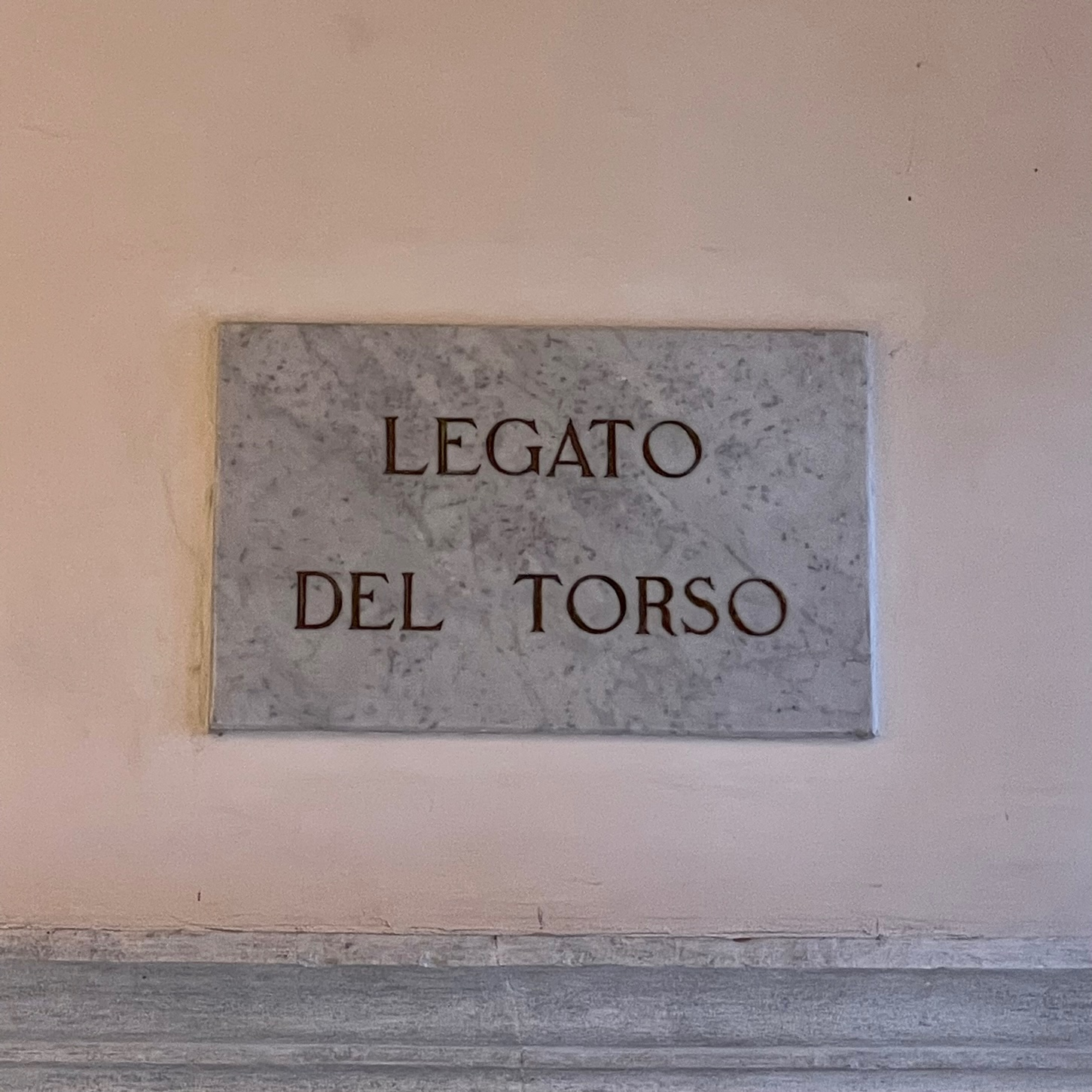
Targa "Legato del Torso" alla Biblioteca "Vincenzo Joppi" di Udine.

Nell'arco della sua vita, si dedica agli studi di araldica e storia friulana, raccogliendo circa novecento genealogie di famiglie nobili e popolari friulane. Studia ed elabora una ricca documentazione raccolta nel corso di una sessantina d'anni presso diversi archivi storici, rappresentando quella nobiltà friulana "che amava ricostruire, su dati obiettivi, la storia della Patria".
La Biblioteca "Vincenzo Joppi" conserva un fondo, a lui dedicato, di manoscritti che Enrico del Torso ha lasciato in donazione, assieme alla sua biblioteca personale e che comprende circa 11.000 volumi.

## La fotografia
Lo studio della fotografia è legato alle ricerche genealogiche. Ne faceva uso per i suoi rilievi e per documentare le sue ricerche, raccontando nel contempo alcune pagine di diverse famiglie nobili friulane.
Villeggiature, matrimoni e feste, sono avvenimenti testimoniati dalla visione privilegiata del nobile del Torso, che con i suoi scatti racconta anche il costume del periodo.
Nel 2013 fu promossa una mostra collettiva a San Vito al Tagliamento dal titolo "Il '900 contadino in Friuli Venezia Giulia", per la direzione di Walter Liva, con immagini di fotografi friulani e veneti tra cui, oltre a del Torso, Arturo Malignani, Carlo e Luigi Pignat, Gabriel Piccoli, Ernesto Battigelli, Francesco Krivec, André Kertész, Giuseppe Di Piazza, Silvio Maria Bujatti. Furono esposti anche le opere di Carlo Bevilacqua, Aldo Beltrame, Gianni Berengo Gardin, Tullio Stravisi